# Liberato (nome)
Liberato  è un nome proprio di persona italiano maschile.

## Varianti
- Femminili: Liberata[1][2]

### Varianti in altre lingue
- Catalano: Liberat[4], Lliberat[4]
- Galiziano: Liberato[4]
- Latino: Liberatus[1][3]
  - Femminili: Liberata[1][3]
- Polacco: Liberat
- Sloveno: Liberat
- Spagnolo: Liberado[4]
- Tedesco: Liberat
- Ungherese: Liberátusz

## Origine e diffusione
Deriva dai nomi latini Liberatus e Liberata, basati sul verbo liberare ("liberare", "rendere libero"); fa parte di un'ampia schiera di nomi legati (semanticamente ed etimologicamente) al concetto di libertà, quali Liberio, Libero, Liberale e via dicendo.
Nato come riferimento alla liberazione dalla schiavitù, è stato successivamente adottato in ambienti cristiani con il senso di "liberato dal peccato", diffondendosi anche grazie al culto di vari santi e sante così chiamati.
Talvolta può costituire un ipocoristico del nome Liberatore.

## Onomastico
L'onomastico si può festeggiare in memoria di più santi e beati, alle date seguenti:
- 11 gennaio, santa Liberata, vergine e martire in Spagna sotto Adriano[6]
- 16 gennaio, santa Liberata, sorella di sant'Epifanio, suora a Pavia[7]
- 19 gennaio, santa Liberata di Como, monaca benedettina[6][8]
- 3 marzo, beato Liberato Weiss, missionario francescano, martire a Gondar con altri compagni[6]
- 23 marzo, san Liberato, medico e martire con sua moglie e altri compagni a Cartagine sotto Unerico[9]
- 2 luglio (17 o 19 agosto secondo altre fonti[10]), san Liberato, abate e martire con altri compagni a Cartagine sotto Unerico[6][11]
- 6 settembre, beato Liberato da Loro, frate francescano[6]
- 20 o 21 dicembre, san Liberato (o Liberale), martire a Roma[6][12]

Quando invece si tratti di un ipocoristico, l'onomastico potrà essere festeggiato il 15 maggio, ricorrenza di san Liberatore vescovo e martire.

## Persone

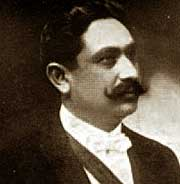
Liberato Marcial Rojas

- Liberato da Loro, religioso italiano
- Liberato da Rieti (detto anche Liberato di Benedetto), pittore italiano del Quattrocento
- Liberato Marcial Rojas, politico, giornalista e poeta paraguaiano
- Liberato Pezzoli, giornalista e politico italiano
- Liberato Firmino Sifonia, compositore italiano
- Liberato Turchi detto Liberato, fantino italiano
- Liberato Weiss, presbitero tedesco
- Liberato, cantautore italiano

### Variante femminile Liberata
- Liberata da Como, religiosa italiana